# Araupel Quedas Futsal
Araupel Quedas Futsal (conhecido como Quedas ou ainda Quedas do Iguaçu) é um clube de futsal profissional brasileiro, com sede em Quedas do Iguaçu, no Centro-Sul do Paraná. Suas principais conquistas incluem o vice campeonato da Chave Prata em 2010, e a chegada às semifinais da Taça Paraná de Futsal em 2011.
O Quedas foi fundado em 1995, e desde 2006, conta com o patrocínio da madeireira Araupel, suas cores tradicionais são o verde, amarelo e branco. Sua casa é o Ginásio de Esportes Tarumã, com capacidade para 1.800 espectadores. Devido à sua proximidade com os clubes do sudoeste do estado, mantêm rivalidades de longa data com Marreco e o Pato Futsal.

## História
Figurando por 5 anos seguidos na Chave Prata, onde iniciou suas disputas profissionais, o Quedas conseguiu o acesso a Ouro, apenas em 2010, quando alcançou o vice-campeonato do torneio. No ano seguinte (2011), com uma base competitiva, chegou semifinal da Taça Paraná de Futsal (Troféu Jorge Kudri), sendo eliminado pelo Marreco. Na segunda fase, figurou entre os oito melhores, e nos playoffs, apresentou dificuldades ao campeão Cascavel. Em 2012, faz uma campanha parecida com a anterior chegando a fase final, quando foi eliminado pela Copagril, coincidentemente, em 2013, pela terceira temporada seguida cai nas quartas de final, desta vez para o Umuarama, depois de perder no Ginásio Tarumã, pelo placar de 2-4, e empatar no Amário Vieira da Costa em 1-1. Já no ano de 2014, desistiu da Ouro, por ordem financeira.

## Títulos

### Estaduias
- Copa Saudadense de Futsal: 1 (2012)[2]

### Campanha de Destaque
- Vice-Campeão do Campeonato Paranaense de Futsal - Chave Prata: 2010
- 3º lugar da Taça Paraná de Futsal: 2011